# 贺贤书
贺贤书（1947年8月9日—），男，湖南双峰人，中华人民共和国军事人物、政治人物，中国人民解放军少将，曾任中国人民解放军驻澳门部队政治委员，中国人民解放军海南省军区政治委员。